# Oliver Anthony
Christopher Anthony Lunsford (Farmville, 30 de junho de 1992) mais conhecido como Oliver Anthony, é um cantor e compositor americano. Ele lança músicas sob o nome de Oliver Anthony Music. Em agosto de 2023, lançou o single "Rich Men North of Richmond" de forma independente, que estreou em primeiro lugar na Billboard Hot 100, fazendo de Anthony o primeiro artista a estrear no topo das paradas sem qualquer histórico anterior de qualquer forma.

## Carreira
Cantor do gênero country-folk, Lunsford adotou o nome de seu avô, "Oliver Anthony", como seu nome artístico em homenagem à era da Depressão em que viveu. Anthony toca guitarra ressonadora, e diz-se que tem uma "voz rouca" ou "voz distinta e rouca e sotaque pesado"; Don Cusic descreveu o estilo de Anthony como tenso e sincero, com "uma voz que simplesmente corta".
Começou a escrever músicas em 2021 e, desde 2022, lança músicas como Oliver Anthony Music. Winston Marshall comparou o desempenho de Anthony em sua música "Doggonit" ao de um personagem de Hillbilly Elegy . Sua música foi influenciada por Hank Williams .
Ele disse que “começou a receber mensagens de pessoas dizendo o quanto a música as estava ajudando em suas lutas na vida”, e que isso lhe deu um propósito. "Isso me fez sentir como se não estivesse apenas perdendo meu tempo." Vinha lutando contra problemas de saúde mental e abuso de álcool há cinco anos, e de acordo com o usuário do Twitter Jason Howerton que o entrevistou, em julho de 2023 Anthony desabou e prometeu a Deus que ficaria sóbrio se o ajudasse a seguir seu sonhar. Cerca de 30 dias depois, o canal de música da Virgínia Ocidental radiowv, pediu-lhe para gravar uma música para seu canal de música no YouTube, e o resultado foi "Rich Men North of Richmond". Realizou um show gratuito em um mercado de agricultores em Barco, Carolina do Norte, no dia 13 de agosto, que Anthony abriu com a leitura de versículos do Salmo 37 sobre malfeitores. Ele foi acompanhado pelo convidado surpresa Jamey Johnson . Naquele mesmo mês, seis outras músicas de Anthony foram classificadas no top 20 do iTunes, com cinco das outras no top 10, incluindo "I've Got to Get Sober", que alcançou o terceiro lugar na plataforma Apple.

### "Rich Men North of Richmond"
O vídeo de Anthony cantando "Rich Men North of Richmond" foi carregado no YouTube em 8 de agosto de 2023 e imediatamente se tornou viral. A Billboard descreveu-o como abordando "políticos, impostos, bem-estar e outras questões da perspectiva de um trabalhador em dificuldades", e várias fontes de notícias descreveram os temas nele como anti-establishment, conservadores ou conspiratórios. Foi divulgado por personalidades incluindo o cantor e compositor John Rich, o podcaster Joe Rogan e os comentaristas políticos Jack Posobiec e Matt Walsh . A música alcançou o primeiro lugar na parada de todos os gêneros do iTunes dos EUA em poucos dias, e o número 1 nas paradas do Spotify nos EUA e da Apple Music alguns dias depois. O procurador-geral da Virgínia, Jason Miyares, chamou o desempenho de Anthony de "talento irreal da Virgínia". A NBC News informou em 14 de agosto que o upload do vídeo original teve mais de nove milhões de visualizações no espaço de cinco dias, e notou um comentário que atraiu 11.000 curtidas: "E assim você se tornou a voz de 40 ou 50 milhões de pessoas trabalhando. homens."
A música foi referenciada na primeira pergunta do primeiro debate presidencial republicano em Milwaukee em 23 de agosto de 2023, apresentado pela Fox News. A pergunta, de Martha MacCallum, foi dirigida ao governador da Flórida, Ron DeSantis: "Por que essa música está tocando tanto neste país agora?" DeSantis respondeu que o país está "em declínio", mas que o declínio "não é inevitável" e que "aqueles homens ricos ao norte de Richmond nos colocaram nesta situação". A Fox News disse que entrou em contato com Anthony antes do debate e recebeu permissão para tocar a música.
Em 22 de agosto, Anthony lançou um novo videoclipe de "I Want to Go Home" via YouTube. As visualizações ultrapassaram um milhão em 24 horas.

### Performances ao vivo
• Morris Farm Market, Barco, NC, 13 de agosto de 2023.
 • Eagle Creek Golf Club and Grill, Moyock, NC, 19 de agosto de 2023.
 • North Street Press Club, Farmville, VA, 23 de agosto de 2023.
• The Comedy Mothership, Austin, Tex, 29 August 2023.